# Dante Schietroma
Dante Schietroma (Supino, 14 ottobre 1917 – Colleferro, 7 settembre 2004) è stato un politico italiano, esponente di spicco del Partito Socialista Democratico Italiano.
È stato 7 volte sottosegretario di Stato, ministro per l'organizzazione della pubblica amministrazione e per le Regioni nei governi Spadolini, Spadolini II e Fanfani V, senatore per sei legislature (IV, V, VI, VII, VIII, IX), ricoprendo vari incarichi parlamentari.

## Biografia
Esponente del Partito Socialista Democratico Italiano (PSDI), Schietroma fu consigliere comunale di Frosinone dal 1956 al 1995, ricoprendo nella città anche le cariche di assessore e vicesindaco, e infine quella di sindaco tra il 1988 e il 1989.
Arrivò al Senato della Repubblica nel 1963 e venne riconfermato nelle successive cinque legislature, fino al 1987, ricoprendo più volte la carica di presidente del gruppo parlamentare socialdemocratico. In Senato presiedette le commissioni Giustizia, Agricoltura e Difesa, la Giunta per le autorizzazioni a procedere e la Commissione parlamentare d'inchiesta sulla strage di via Fani, sul sequestro e l'assassinio di Aldo Moro e sul terrorismo in Italia.
Fu dieci volte al governo, con gli incarichi di sottosegretario di Stato all'Agricoltura, all'Industria e, per cinque volte, al Tesoro, oltre a quello di ministro della Pubblica Amministrazione nei due governi di Giovanni Spadolini e nel successivo quinto governo Fanfani.
Per sei anni, dal 1988 al 1994, è stato componente del Consiglio di Presidenza della Corte dei conti.
Il 7 settembre 2004, alle ore 23.30 muore all'età di 87 anni. Il funerale si è tenuto luogo a Frosinone il 9 settembre nella cattedrale di Santa Maria Assunta.
Suo figlio Gian Franco Schietroma ha intrapreso anch'egli la carriera politica nel PSDI, divenendone segretario nazionale.